# Embalse Digua
El Embalse Digua es una obra hidráulica de almacenamiento de aguas para el riego en la Región del Maule. 

## Ubicación, propiedad y funciones
El embalse está ubicado a 30 km al suroriente de la ciudad de Parral en la provincia de Linares (Chile) y tiene como fin asegurar el riego de la agricultura de la zona. Este embalse es central al llamado sistema Digua que está compuesto de canales de riego que abarcan el canal Alimentador que viene desde el río Longaví, el canal Perquilauquén-Cato, el canal Matriz, el canal Perquilauquén-Ñiquén, el canal Perquilauquén-Fiscal y otras obras menores.: 32–33 

## Represa
Para acumular el agua se necesitaron dos muros del tipo presa de tierra, el principal y el auxiliar que ocupan un relleno de 3.850.000 m³. El muro principal tiene las siguientes características técnicas:
- longitud coronación 450 m
- ancho coronación 8 m
- altitud 413 m s. n. m.
- altura máxima 87 m
- inclinación del talud aguas arriba  3/1
- inclinación del talud aguas abajo 2,5/1 en la parte inferior y 2/1 en la parte superior.
- volumen del material 3 650 000 m³

Un núcleo impermeable fundado a la cota 326 m s. n. m. debe impedir las filtraciones. Hacia ambos lados del núcleo se han dispuesto zonas semi-permeables, las cuales van cubiertas por rellenos permeables ubicados hacia los límites exteriores; como protección de estas últimas, se colocó un muro de 1 m de espesor.
La función del muro auxiliar es cerrar una salida existente hacia el sur del embalse. Como el principal, fue diseñado con partes heterogénea, aunque sin las zonas semi-permeables. Tiene un largo de 406 m y 5 m de ancho en su coronamiento. El talud aguas arriba es de 3/1 con su parte inferior y 2.1/1 en su parte superior y el de aguas abajo es de 2/1 en su parte inferior y 1,4/1 en su parte superior. El volumen total de este muro es de 195.000 m³.

## Hidrología
Aprovecha las aguas de los río Longaví, río Cato, y río Perquilauquén para regar unas 30.000 ha, de las cuales 20.000 corresponden a riego nuevo y 10.000 a mejoramientos de zonas regadas con los ríos Perquilauquén y río Ñiquén.

### Situación hídrica en 2019-20
| Volumen almacenado Embalse Digua                                 |                                                                  |
| ---------------------------------------------------------------- | ---------------------------------------------------------------- |
| Gráfico no disponible temporalmente debido a problemas técnicos. |                                                                  |
| Volumen promedio histórico Contenido 2018-19                     |                                                                  |
|                                                                  | Gráfico no disponible temporalmente debido a problemas técnicos. |

El promedio del volumen almacenado en el embalse Digua es de 200 hm³.